# Bristol (contea di Dane)
Bristol è un centro abitato (town) degli Stati Uniti d'America situato nella contea di Dane nello Stato del Wisconsin. La popolazione era di 2,698 persone al censimento del 2000. Si trova a nord della città di Sun Prairie e 15 miglia a nord-est di Madison. Le comunità incorporate di Bakers Corners, East Bristol e North Bristol si trovano nella città.

## Geografia fisica
Secondo lo United States Census Bureau, ha un'area totale di 34,4 miglia quadrate (89,1 km²).

## Società

### Evoluzione demografica
Secondo il censimento del 2000, c'erano 2,698 persone.

### Etnie e minoranze straniere
Secondo il censimento del 2000, la composizione etnica della città era formata dal 97,74% di bianchi, lo 0,52% di afroamericani, lo 0,07% di nativi americani, lo 0,93% di asiatici, lo 0,26% di altre razze, e lo 0,48% di due o più etnie. Ispanici o latinos di qualunque razza erano lo 0,74% della popolazione.